# Arnold Müller
Arnold Müller (n. 22 iunie 1884, Sibiu, Austro-Ungaria – d. 11 aprilie 1934, Sibiu, România) a fost un entomolog român.